# Telmatactis natalensis
Telmatactis natalensis är en havsanemonart som beskrevs av Oscar Henrik Carlgren 1938. Telmatactis natalensis ingår i släktet Telmatactis och familjen Isophelliidae. Inga underarter finns listade i Catalogue of Life.